# Stefan Ripplinger
Stefan Ripplinger (geboren 1962 in St. Ingbert, Saarland) ist ein deutscher Journalist und Filmkritiker.

## Leben
Stefan Ripplinger studierte in West-Berlin Komparatistik und Linguistik. Er arbeitete bei der Tageszeitung Junge Welt und war Mitbegründer der Wochenzeitung Jungle World. Von 2000 bis 2007 war er Mitarbeiter von Uwe Nettelbeck. Er schreibt regelmäßig für das Magazin konkret, die Tageszeitung Neues Deutschland, die Saarbrücker Hefte und das Schreibheft, seit 2020 auch wieder für die Junge Welt.

## Schriften (Auswahl)
- Aber. Aufsätze. Engeler, Berlin, Schupfart 2024, ISBN 978-3-907369-41-8.
- Joseph Joubert: Gedankenspiele. Schriften und Briefe. Aus dem Französischen von Markus Jakob. Herausgegeben und mit einem Nachwort von Stefan Ripplinger. Matthes & Seitz, Berlin 2024, ISBN 978-3-95757-522-7.
- Kunst im Krieg. Kulturpolitik als Militarisierung. PapyRossa, Köln 2024, ISBN 978-3-89438-836-2.
- Marcia Nardi: Collected Poems. Gesammelte Gedichte. Herausgegeben, aus dem amerikanischen Englisch übersetzt und mit einem Nachwort von Stefan Ripplinger. Übersetzungen aus dem Deutschen: Alexandra Cox. zero sharp, Berlin 2023, ISBN 978-3-945421-17-8.
- Raymond Roussel: Der Anblick, Das Konzert, Die Quelle. Aus dem Französischen übertragen und mit einem Abc der Anblicke versehen von Maximilian Gilleßen und Stefan Ripplinger. zero sharp, Berlin 2022, ISBN 978-3-945421-15-4.
- Jack Spicer: 15 falsche Lehrsätze wider Gott und andere serial poems. Herausgegeben, aus dem amerikanischen Englisch übersetzt und mit einem Nachwort von Stefan Ripplinger. roughbook, Berlin/Schupfart 2022, ISBN 978-3-906050-88-1.
- Der Schirm. Einsamkeit als Auseinandersetzung. Zero Sharp, Berlin 2022, ISBN 978-3-945421-12-3.
- Mallarmés Menge. Matthes & Seitz, Berlin 2019, ISBN 978-3-95757-631-6.
- Kommunistische Kunst und andere Beiträge zur Ästhetik. konkret texte, Hamburg 2019, ISBN 978-3-930786-86-2.
- Vergebliche Kunst. Matthes & Seitz, Berlin 2016, ISBN 978-3-95757-155-7.
- Jacques Decour: Philisterburg. Aus dem Französischen übersetzt und mit einem Vorwort von Stefan Ripplinger. Die Andere Bibliothek, Berlin 2014, ISBN 978-3-8477-3005-7.
- Mary Pickfords Locken. Eine Etüde über Bindung. Verbrecher-Verlag, Berlin 2014, ISBN 978-3-943167-82-5.
- Bildzweifel. Textem, Hamburg 2011, ISBN 978-3-941613-82-9.
- mit Henrik Ghanaat: Bibliographie Uwe Nettelbeck. Verlag Die Republik, Maransin 2008
- I can see now. Blindheit im Kino. Verbrecher-Verlag, Berlin 2008, ISBN 978-3-940426-18-5.
- Auch. Aufsätze zur Literatur. Engeler, Basel/Weil 2006, ISBN 978-3-938767-05-4.

## Hinweise und Einzelnachweise
1. ↑  Stefan Ripplinger: Gehör für Gemeinheit | nd-aktuell.de. In: neues-deutschland.de. 7. August 2020, abgerufen am 26. Februar 2024.
2. ↑  Laut Autorenangaben zu Kommunistische Kunst und andere Beiträge zur Ästhetik (2019).
3. ↑  Siehe etwa seine Artikel „Aufs Ganze gehen. Eine kurze Einführung in das vielseitige Denken des Marxisten Fredric Jameson“, Junge Welt 166, 18./19. Juli 2020, Wochenendbeilage, S. 6f.; „Hinter der Tapetentür. Elf Thesen wider den Kulturalismus“, Junge Welt 25, 30./31. Januar 2021, Wochenendbeilage, S. 6f.; oder „Bergpartie mit Neidhammeln. Das System Emmanuel Macron und die Zukunft des europäischen Neoliberalismus“, Junge Welt 238, 13. Oktober 2021, S. 12f.